# Баженов, Василий Александрович
Василий Александрович Баженов (10 апреля 1919, дер. Мунанга Уржумский уезд Вятская губерния — 6 апреля 1987, Йошкар-Ола, Марийская АССР) — слесарь-инструментальщик Йошкар-Олинского завода полупроводниковых приборов Министерства электронной промышленности СССР. Герой Социалистического Труда (26.04.1971).

## Биография
Родился 10 апреля 1919 года в деревне Мунанга Уржумского уезда в русской семье. Получил неполное среднее образование, работал мотористом Новоторъяльской МТС. В 1939 году был призван в Красную армию. Военную службу проходил в сапёрном подразделение в Забайкалье.
Участник Советско-японской войны в августе 1945 года.
После демобилизации в 1946 году вернулся в родные края и устроился работать мотористом на Йошкар-Олинский завод полупроводниковых приборов. Позже освоил специальность слесаря-инструментальщика. Позже работал мастером, с 1964 года — слесарем-инструментальщиком. Наставник молодых работников. По итогам работы в 7-й пятилетки награждён Орденом Ленина.
Указом от 26 апреля 1971 года за выдающиеся заслуги при выполнении плана пятилетки Василий Баженов был удостоен звания Герой Социалистического Труда с вручением Ордена Ленина и золотой медали «Серп и Молот».
В 1978 году вышел на заслуженный отдых.
Умер 6 апреля 1987 года.

## Награды
Имеет следующие награды, за трудовые успехи:
- Герой Социалистического Труда (26.04.1971);
- Орден Ленина (29.07.1966);
- Орден Ленина (26.04.1971);
- Орден «Знак Почёта» (06.12.1957);
- Орден Отечественной войны — II степени (11.03.1985).

За время работы на заводе В. А. Баженов был награждён тринадцатью почетными грамотами.
Почётный гражданин Йошкар-Олы (1969 год).